# 표준 반응 엔탈피
표준 반응 엔탈피(영어: standard enthalpy of reaction)는 화학 반응에서 표준 상태의 물질에 대해 계산된 총 반응물과 총 생성물 몰 엔탈피 간의 차이이다. 표준 반응 엔탈피는 {\displaystyle \Delta _{\text{rxn}}H^{\ominus }} 또는 {\displaystyle \Delta H_{\text{reaction}}^{\ominus }}로 표시된다. 표준 반응 엔탈피는 혼합 엔탈피도 고려되는 반응 중의 분해되거나 결합되는 총 화학 결합 에너지를 예측하는 데 사용할 수 있다.
일반적인 화학 반응의 경우
{\displaystyle \nu _{\text{A}}{\text{A}}+\nu _{\,{\text{B}}}{\text{B}}~+~...\rightarrow \nu _{\,{\text{X}}}{\text{X}}+\nu _{\text{Y}}{\text{Y}}~+~...}
표준 반응 엔탈피({\displaystyle \Delta _{\text{rxn}}H^{\ominus }})는 다음과 같은 식에 의해 반응물 및 생성물의 표준 생성 엔탈피({\displaystyle \Delta _{\text{f}}H^{\ominus }}) 값과 관련된다.
{\displaystyle \Delta _{\text{rxn}}H^{\ominus }=\sum _{products,~p}\nu _{p}\Delta _{\text{f}}H_{p}^{\ominus }-\sum _{reactants,~r}\nu _{r}\Delta _{\text{f}}H_{r}^{\ominus }}
위의 식에서 {\displaystyle \nu _{p}}와 {\displaystyle \nu _{r}}은 각각 생성물 {\displaystyle p}와 반응물 {\displaystyle r}의 화학양론적 계수이다. 많은 물질들에 대해 결정된 표준 생성 엔탈피는 모든 물질이 표준 상태에 있을 때 구성 요소로부터 물질 1몰이 생성되는 동안 엔탈피의 변화이다.

## 같이 보기
- 표준 생성 엔탈피
- 엔탈피